# Tarenna latifolia
Tarenna latifolia är en måreväxtart som beskrevs av Charles-Joseph Marie Pitard. Tarenna latifolia ingår i släktet Tarenna och familjen måreväxter.
Artens utbredningsområde är Vietnam. Inga underarter finns listade i Catalogue of Life.